# Golden State Warriors 1978-1979
La stagione 1978-79 dei Golden State Warriors fu la 30ª nella NBA per la franchigia.
I Golden State Warriors arrivarono sesti nella Pacific Division della Western Conference con un record di 38-44, non qualificandosi per i play-off.

## Risultati
| Squadra                | V  | P  | %    | GB |
| ---------------------- | -- | -- | ---- | -- |
| Seattle SuperSonics    | 52 | 30 | 63,4 | -  |
| Phoenix Suns           | 50 | 32 | 61,0 | 2  |
| Los Angeles Lakers     | 47 | 35 | 57,3 | 5  |
| Portland Trail Blazers | 45 | 37 | 54,9 | 7  |
| San Diego Clippers     | 43 | 39 | 52,4 | 9  |
| Golden State Warriors  | 38 | 44 | 46,3 | 14 |

## Roster
| N° | Naz.                   | Ruolo | Sportivo         | Anno | Alt. | Peso \|\| |
| -- | ---------------------- | ----- | ---------------- | ---- | ---- | --------- |
| 00 | Stati Uniti (bandiera) | C     | Robert Parish    | 1953 | 213  | 104       |
| 4  | Stati Uniti (bandiera) | G     | John Lucas       | 1953 | 191  | 79        |
| 5  | Stati Uniti (bandiera) | A     | Tom Abernethy    | 1954 | 201  | 100       |
| 10 | Stati Uniti (bandiera) | G     | Jo Jo White      | 1946 | 191  | 86        |
| 11 | Stati Uniti (bandiera) | G     | Raymond Townsend | 1955 | 191  | 79        |
| 20 | Stati Uniti (bandiera) | G     | Phil Smith       | 1952 | 193  | 84        |
| 22 | Stati Uniti (bandiera) | GA    | Sonny Parker     | 1955 | 198  | 91        |
| 25 | Stati Uniti (bandiera) | G     | Tony Robertson   | 1956 | 193  | 88        |
| 32 | Stati Uniti (bandiera) | A     | Ray Epps         | 1956 | 198  | 88        |
| 33 | Stati Uniti (bandiera) | GA    | Nate Williams    | 1950 | 196  | 98        |
| 41 | Stati Uniti (bandiera) | A     | Wesley Cox       | 1955 | 198  | 98        |
| 43 | Stati Uniti (bandiera) | AC    | Wayne Cooper     | 1956 | 208  | 100       |
| 44 | Stati Uniti (bandiera) | C     | Clifford Ray     | 1949 | 206  | 104       |
| 45 | Stati Uniti (bandiera) | GA    | Purvis Short     | 1957 | 201  | 95        |

## Staff tecnico
- Allenatore: Al Attles
- Vice-allenatore: Joe Roberts
- Preparatore atletico: Dick D'Oliva